# Baia de Aramă
Baia de Aramă es una ciudad con estatus de oraș de Rumania en el distrito de Mehedinți.

## Geografía
Se encuentra a una altitud de 283 m s. n. m. y a 354 km de la capital, Bucarest.

## Demografía
Según estimación 2012 contaba con una población de 6327 habitantes.
| 1948 | 1956 | 1966 | 1977 | 1992 | 2002 | 2012 |
| 1513 | s/d  | s/d  | 4899 | 5624 | 5648 | 6327 |